# Прапор Сватового
Пра́пор Сва́тового — офіційний символ міста Сватового Луганської області. Прапор міста було затверджено рішенням Сватівської міської ради 11 лютого 2005 року. 

## Опис
Прапор міста являє собою прямокутне полотнище зі співвідношенням ширини  до довжини 1:2. Полотнище розділено на три частини. Ліва малинова й права жовта частини — однакові за розмірами і займають разом 1/2 довжини стяга, середня біла — 1/2 довжини стяга відповідно. Посередині центральної білої частини розміщено зображення герба міста.

## Символіка кольорів
- Малиновий колір — символ козаків Ізюмського полку, що заснували місто.
- Білий колір — символ синівської енергії, чистого простору для подальшого виписування історії міста.
- Жовтий колір — колір сонця, його життєдайної енергії.

## Використання прапора міста
Прапор міста підіймається поруч із державним прапором України на державних і приватних закладах і установах під час державних і місцевих свят. Прапор міста встановлюється справа або нижче від державного прапора. Постійно прапор може майоріти лише на будівлях міської ради та комунальних підприємств. Прапор міста може використовуватися в рекламних або комерційних цілях тільки з письмового дозволу міської ради.